# 엘림넷
엘림넷은 1995년 제이씨현시스템의 인터넷 사업부로 출범하여 1996년 PSTN(다이얼업 인터넷 접속서비스) 서비스, 1997년 인터넷 전용회선 서비스, 1999년 IDC(인터넷 데이터 센터) 서비스를 개시하였고 2000년 인터넷 전문 통신기업 ㈜엘림넷으로 분사하였다. 
2004년 R2SKY(VPN전용선 서비스) 출시 이후 2006년 이네트너-UTM (네트워크통합보안관리 서비스), 2008년 웹방화벽 서비스, 2011년 이네트너-DBS(DB방화벽 서비스), 이네트너-DBAC(접근제어 서비스), 이네트너-DRM, 이네트너-DLP 서비스, 2013년 국내 최초 클라우드 기반의 정보보안 서비스 나우앤클라우드(www.nowncloud.com)를 개설하였다. 
이후에도 Checkpoint, Sophos, Vormetric, EDR/NAC 등 다양한 보안 솔루션을 공급함으로써 인터넷 네트워크 및 보안 전문회사로서의 역량을 강화하고 있다.
또 한편으로는 2007년 국내 최초의 웹기반 화상회의 오픈 플랫폼 나우앤나우(www.nownnow.com)를 개설한 이후 2009년 나우앤나우 웨비나 서비스, 2010년 국내 최초 온라인 설문 오픈 플랫폼 나우앤서베이(www.nownsurvey.com), 2018년 모임/웨비나 오픈 플랫폼 굿모임(www.goodmoim.co.kr), 2018년 의료인 전문 웨비나 플랫폼 (www.nowndoc.com), 2020년 온라인 시험 오픈 플랫폼 나우앤테스트(www.nowntest.com)와 온라인 투표 오픈 플랫폼 나우앤보트(www.nownvote.com) 등을 순차적으로 개설하여 대한민국 인터넷 산업을 선도하는 온라인 플랫폼 기업으로 성장하고 있다. 
- 보안관제서비스;

R2SKY 보안관제서비스는 기업환경에 가장 효율적인 인터넷 전용회선 서비스이다. 엘림넷은 독자적인 백본을 구축하고 있으며, 고객의 요구에 맞는 다양한 네트워크를 구성하여 보다 안정적인 서비스를 하고 있다. 또한 전문기술진과 운영진의 차별화된 서비스를 365일 24시간 제공한다
- 보안서비스;

이네트너(eNETner)는 엘림넷의 네트워크 보안서비스와 정보 보안서비스 통합 브랜드로서 UTM, SSL VPN, IPsec VPN, 웹방화벽, DB암호화, DB접근제어, DRM, DLP, AntiSpam, 보안스위치, PC정보보안 솔루션, EDR/NAC 등이 있다.
- IDC서비스;

국내 1세대 IDC사업자로서 2013년 3월 서울 가산동 디지털벨리에 최첨단의 인프라 설비를 갖춘 IDC를 신설하고 정보보안에 특화된 IDC 서비스를 제공하고 있다.
- 이네트너-웹방화벽:

국내 최초로 능동형 탐지 차단 알고리즘을 적용하여 웹공격 패턴을 자동 학습하여 최적의 차단 룰을 자동 생성하고 차단하는 특허 기술이 적용된 웹방화벽을 개발하여 판매한다.
- 나우앤클라우드:

국내 최초의 클라우드 기반 정보보호 유틸리티 플랫폼으로서 클라우드보안 보안에 대한 특허를 가지고 LG CNS, 케이사인, 피엔피시큐어 등의 정보보안업체들과 연계하여 정보보안 클라우드 서비스를 제공한다.
- 나우앤서베이

엘림넷이 2010년 5월 25일 개설한 대한민국의 온라인 설문 플랫폼으로서 각종 시장조사, 만족도조사, 여론조사, 리서치, 각종 의견 수집 및 평가, 투표, 온라인시험 등을 온라인으로 제작, 배포, 실시간 결과 수집 및 분석 기능이 갖추어져 있다. 나우앤서베이는 설문조사의 시간과 비용을 획기적으로 절약하여 전통적인 리서치 영역의 한계를 넘어 전 세계에 흩어져 있는 다양한 집단 간의 보편적 의사소통 도구로 활용되도록 설계된 설문 커뮤니케이션 플랫폼이다. 
- 나우앤나우

나우앤나우는 엘림넷이 2007년 5월 1일 대한민국 최초로 개설한 웹기반의 영상 커뮤니케이션 오픈 플랫폼이다. 인터넷을 통해 전세계 다자간 실시간 음성 및 영상 소통은 물론 다양한 형식의 파일과 응용소프트웨어의 공유를 통한 풍부한 소통을 가능하게 해 주는 플랫폼이다. 초기에는 주로 원격 회의, 원격 교육 등의 용도로 많이 이용되다가 최근에는 다양한 형태의 웹세미나(웨비나)를 비롯 원격의료, 비디오 뱅킹 등으로 활용 범위가 확대되고 있다.
- 굿모임

굿모임은 누구나 온.오프라인 모임을 개설하고 참여자를 모집할 수 있는 온라인 모임 중개 서비스 플랫폼이다. 굿모임은 각종 모임의 개설자와 참여자 간의 연결과 소통을 돕고 모임을 활성화하여 공동체적 유대감과 사회적 행복의 수준을 높이는 것을 목표로 하고 있다. 온·오프라인으로 각종 세미나나 행사를 개최하려는 사람들과 이에 관심 있는 회원들을 연결하여 줌으로써 다양한 모임을 위한 중개 플랫폼의 임무를 수행하도록 설계되었다. 또한 굿모임에서 직접 온라인 웨비나 모임을 개설하고 참석자를 모집하여 간편하게 웨비나를 진행할 수 있다.
- 나우앤닥

'나우앤닥'은 엘림넷이 2018년 10월 오픈한 의료·의약 분야 전문가들을 위한 의료 전문 웨비나(Webinar) 플랫폼이다. '나우앤닥'은 의료 전문인들에게 국내외 최신 의학 정보와 지식을 웨비나를 통해 신속하게 전달하고 의료 전문가들간의 교류와 소통을 돕고 있다.
- 나우앤테스트

'나우앤테스트'는 엘림넷이 2020년 7월 오픈한 국내 최초의 개방형 온라인 시험 플랫폼이다. '나우앤테스트'는 누구나 언제·어디서나 온라인 시험을 손쉽게 제작, 배포, 채점, 분석까지 한번에 할 수 있도록 지원한다.
- 나우앤보트

'나우앤보트'는 엘림넷이 2020년 9월 오픈한 개방형 온라인 투표 플랫폼이다. '나우앤보트'는 누구나 언제·어디서나 투표인 명부 작성에서 제작, 배포, 결과 분석까지 한 번에 해결할 수 있도록 지원한다. 
굿모임 XR미팅
굿모임 ‘XR미팅' 서비스 소개
1. 서비스 개요: 굿모임 ‘XR미팅' 은 XR(eXtended Reality) 기술과 AI(Artificial Intelligent) 기술을 접목한 Web RTC 기반의 가상 현실 회의 서비스로서, 별도의 프로그램 설치 없이  통역사, 속기사 없이 언제든지 XR미팅 룸에서 외국인과 언어의 장벽 없이 회의를 할 수 있고, 자동으로 회의록을 작성, 요약, 번역할 수 있는 차세대 영상 협업 서비스로서, 사용자들에게 전통적 회의 솔루션이 제공하지 못하는 새로운 가치와 경험을 제공한다.
2. 공식 출시일:  2024년 8월 28일 
3. 서비스 플랫폼: 굿모임 www.goodmoim.com
4. 서비스의 목적: ‘XR미팅’은 글로벌 환경에서 회의 참여자들의 몰입도와 참여도를 높여서 사용자의 온라인 협업 효율성을 극대화하는 데 있다.
5. 서비스의 특장점 
```
  1) 다양한 테마의 감성적 XR미팅 룸 제공: 참석자들의 취향이나 회의 성격에 맞는 다양한 테마의 XR미팅 룸을 선택하여 현실감 있는 회의를 경험할 수 있다. 
  2) AI 다국어 동시통역 기능: 사용자들은 언어의 장벽 없이 해외 파트너와 자유롭게 소통하고 협업할 수 있다. 
  3) AI 회의록 기능: 개설자의 선택에 따라 회의 내용을 자동으로 기록, 요약 제공하여 회용 내용을 체계적으로 관리하고 효율적으로 업무처리를 할 수 있다.
  4) 개설자/참석자 모두 프로그램 설치 불필요: Web RTC 기술을 적용하여 회의 개설자나 참여자 모두 별도의 프로그램 설치 없이 간편하게 회의를 개설, 초대, 참여할 수 있다. 
  5) 초대받은 링크 또는 굿모임 플랫폼에서 참여를 원하는 ‘XR미팅 룸’을 찾아 한 번의 클릭으로 바로 입장할 수 있어 높은 편리성과 접근성을 제공한다.
  6) 상설 XR미팅 룸 방문자에게 다양한 콘텐츠 공유 가능: 독립형 XR미팅 룸의 경우에는 개설자가 XR미팅 룸에 다양한 콘텐츠를 게시하여 회의시간이 아니더라도 방문자에게 필요한 정보를 제공하거나 투표, 설문조사, 퀴즈대회 등을 진행할 수 있다. 
  7) 굿모임 ‘XR 시티’에서 제공하는 XR팝업스토어, XR전시관, XR 투자설명회, XR입학/채용설명회, XR브랜드관, XR고객센터 등 다양한 XR스페이스와 연동하여 1:1 상담이나 소그룹 미팅, 웨비나와 같은 다양한 온라인 행사를 진행할 수 있다.
```

6. 서비스의 주요 기능
```
   1) 화면 공유 기능: 회의 중 개설자나 참석자 PC의 브라우저, 어플리케이션, 전체화면 등을 자유롭게 선택하여 공유 가능
   2) 채팅 기능: 회의 중 참석자간 문자 소통 가능 
   3) 녹화 기능: 개설자의 설정에 따라 녹화 권한을 진행자, 참석자에게 부여 가능
   4) 굿모임 사이트 XR미팅 리스트 게시: 개설자의 설정에 따라 노출/비노출 설정 가능
   5) XR미팅 입장 시 암호 사용: 참석자들이 자유롭게 입장할 수 있도록 하거나, 개설자가 미리 설정한 암호를 입력해야 입장할 수 있도록 할 수 있음
   6) XR미팅룸 오픈 설정: 개설자는 XR미팅룸을 상시 오픈하여 방문자(참석자)가 언제든지 입장할 수 있도록 허용하거나 개설자 본인이 회의실에 있을 때만 참석자가 입장할 수 있도록 설정 가능
   7) XR미팅룸 참석 인원: 현재 개설자 포함 최대 8명까지 설정 가능 
   8) XR 투어 기능: 회의 중 XR미팅 룸에 게시된 콘텐츠를 시청하거나 설문, 투표, 퀴즈 응답 등을 할 수 있는 기능
```

7. 굿모임 ‘XR미팅' 구독 서비스 종류
```
  1) 공유형(오픈형): 사용자(개설자)는 굿모임에서 제공하는 XR미팅 룸 테마를 자유롭게 선택하여 회의를 진행할 수 있으나 XR미팅 룸에 사용자의 로고, 콘텐츠 등을 게시할 수 없다. 
  2) 독립형: 사용자(개설자)는 굿모임에서 제공하는 XR미팅 룸 테마 중에서 하나를 선택하여 사용자의 CI/BI에 어울리는 컬러로 변경하거나 사용자의 로고, 콘텐츠 등을 게시할 수 있다. 
                     공유형에서 제공되지 않는 XR 투어 기능이 제공된다.
```

8. 핵심 홍보 문구: AI 동시 통역과 자동 회의록 생성으로 언어 장벽 없이 효율적인 회의를 진행하고, 다양한 XR 공간에서 몰입감 넘치는 협업을 경험하세요. 굿모임 XR미팅은 기업의 글로벌 경쟁력 강화와 개인의 생산성 향상에 기여합니다.